# 安东尼·康罗伊
安东尼·康罗伊（英語：Anthony Conroy，1895年10月18日—1978年1月11日），美国男子冰球运动员，场上位置是前锋。他曾代表美国国家队参加1920年夏季奥林匹克运动会冰球比赛，获得一枚银牌。